# Achrjansko
Achrjansko (bulgariska: Ахрянско) är ett distrikt i Bulgarien.   Det ligger i kommunen Obsjtina Ardino och regionen Kărdzjali, i den södra delen av landet, 190 kilometer sydost om huvudstaden Sofia.